# Praxithea chavantina
Praxithea chavantina es una especie de escarabajo longicornio del género Praxithea, tribu Torneutini, subfamilia Cerambycinae. Fue descrita científicamente por Lane en 1949.
La especie se mantiene activa durante los meses de septiembre, octubre y noviembre.

## Descripción
Mide 31-35 milímetros de longitud.

## Distribución
Se distribuye por Brasil.